# Zenon Wołoszynowski
Zenon Wołoszynowski – polski kolarz szosowy.
Zdobył mistrzostwo Galicji, Krakowa, a 16 października 1912 także mistrzostwo Śląska.
Był pierwszym prezesem wydziału założonego w 1912 Krakowskiego Klubu Cyklistów i Motorzystów (późniejszy „Smok”).